# Julien Beré
Julien Beré, ou Bère, est un écrivain et médecin français né à Laval au milieu du XVIe siècle et mort le 31 juillet 1598.

## Biographie

### Origine
Il est le fils de Jean Béré et de Marie Rebuffé. Selon André Joseph Ansart « sa patrie ne lui offrant pas les ressources que l'étendue de son génie lui faisoit désirer, il n'y resta que le temps nécessaire pour apprendre les premiers principes de la langue latine et alla chercher des leçons plus relevées dans les écoles de Paris. Son application l'eut bientôt tiré de la foule ; ses professeurs, surpris de l'intervalle qu'il laissoit entre ses condisciples et lui, le suivirent de plus près et firent éclore tant de talens dans cet élève qu'il attira les regards et même l'admiration de l'Université ».

### Collège d'Harcourt
Il obtint une chaire au collège d'Harcourt, où il enseigna pendant huit ans. 
En 1571, probablement lors d'une séance solennelle, il prononça un long discours à la plus grande louange du grec et du latin intitulé : Julieani Beroei Lavallensis oratio antigallodaidalous, pro veteris greaci et latini sermonis usu retinendo. Le titre seul nous apprend que son auteur craignait de voir les langues anciennes supplantées à l'université par le français. Son collègue en médecine et son compatriote, Ambroise Paré n'était certainement pas du même avis. 
Cette publication contient 2 pages de dédicaces dédiée aux louanges du baron de Châteauroux, François de la Tour-Landry, seigneur d'Entrammes. Béré était encore en 1572 au collège d'Harcourt. Il félicita aussi son frère, Jean Béré, avocat au Parlement de Paris. A l'entendre, Béré était d'une timidité excessive, il s'en accuse dans sa préface et dans son discours. Pourtant, il acceptait volontiers des éloges, si l'on en en juge par les pièces de vers qu'il insère en première page.

### Procureur de la Nation de France
Quoique simple étudiant en médecine, Béré fut élu à l'unanimité procureur de la Nation de France en l'université de Paris par les délégués des 5 provinces qui composaient cette Nation, le 7 des ides de juin 1573.
Jean Moreau, son compatriote, proclama le résultat du vote le 15 juin 1573. Le nouveau procureur inscrivit sur le registre ces 2 devises : 

« ... Famam extendere factis,
Hoc virtutis opus.

Non levis ascensus qui petit ardua. »

Son administration ne fut signalée pourtant par aucun fait saillant. Avant de sortir de charge, il prit soin de rappeler dans une note que, pendant sa procure, les titres de la Nation de France furent catalogués ; qu'Henri de Valois fut élu roi de Pologne ; et surtout que certains publicains, quidam publicani, avaient voulu abolir les privilèges de l'Université de Paris, mais que, grâce à la protection du cardinal de Bourbon, leurs efforts avaient été vains.
Le 23 septembre 1573, il remit ses fonctions à Claude Fannelet, de Sens.

### Recteur de l'Université de Paris
Il est recteur de l'Université de Paris, du 23 juin au 10 octobre 1574. Il la représenta donc aux obsèques solennelles du roi Charles IX à Paris et à Saint-Denis, les 12 et 13 juillet. Le 9 août, l'Université présidée par Béré admit le curé de Saint-Germain-le-Vieux, Beuvart, à permuter avec Gilles Sçavant, qui céda en échange à son prédécesseur son canonicat de la cathédrale de Laon. Le recteur eut à s'occuper également des réclamations du médecin Maurice de la Corde, l'un des six docteurs exclus de la Faculté de médecine comme hérétiques par décisions de 1562, 1569, 1571 et 1573.

### Docteur régent
En 1575, il devient bachelier en médecine et principal du Collège du Mans en l'Université de Paris. L'année, suivante il passa ses thèses de médecine pour conquérir le grade de licencié.
En 1576, il présida la thèse de Pierre Artuys, et en 1587, celle de Pierre Pijart. Il est qualifié noble homme et docteur régent en la faculté de médecine en 1577. Il meurt le 31 juillet 1598.

## Œuvres
- Oratio ad elegantiae gallicae, contra latinam et graecam propugnatores, pro veteris graeci et latini sermonis usu retinendo, habita Lutetiae, 1571. Paris, 1571 ;
- Oratio, pro veteris graeci et latini sermonis usu retinendo... Paris : ex typographia D. a Prato, 1572, in-8.

## Thèses
- An aquiloniae quam austrinae pleuritidis curatio difficilis ? - An ut venae sectio sic purgatio mentis affectibus salutaris ?, 1575 ;
- An febris quartanae catharticum salutare ? - An paroxismi die molienda purgatio ?, 1576.

## Sources partielles
: document utilisé comme source pour la rédaction de cet article..
- « Julien Beré », dans Alphonse-Victor Angot et Ferdinand Gaugain, Dictionnaire historique, topographique et biographique de la Mayenne, Laval, A. Goupil, 1900-1910 [détail des éditions] (BNF 34106789, présentation en ligne)
- Paul Delaunay, Vieux médecins mayennais